# Tonnerre sur la cordillère
Tonnerre sur la cordillère est la quarante-huitième histoire de la série Les Aventures de Buck Danny de Francis Bergèse. Elle est publiée pour la première fois dans le journal Spirou du no 3170 au no 3180, puis sous forme d'album en 1999.

## Résumé
Accusés d’être des espions pour avoir survolé la zone interdite, où ils ont découvert une base secrète, Buck Danny et ses acolytes acceptent l’aide d’un de leurs élèves pilotes managuéens et, au péril de leur vie, font la lumière sur un trafic de drogue ayant plongé le Managua dans une grave crise politique.
Buck a récupéré un TF-18 d'entrainement et part rejoindre le porte-avions Eisenhower. Le colonel Plato le poursuit avec deux F-104G pour intercepter Buck désarmé. Les chasseurs sont repérés par l'AWACS de l'Eisenhower alors qu'ils lancent leur missiles. Buck évite de justesse une première salve mais se fait toucher par la seconde. Les deux chasseurs dont celui de Plato sont abattus par les Tomcats américains du porte-avions. Buck éjecté, est récupéré par un hélicoptère et retrouve l'Eisenhower.
Pendant ce temps, à San Piero, une compagnie de commando managuéens arrive en hélicoptère pour prendre le contrôle de la base aérienne de San Piero. Le colonel Diaz libère le général Ortega qui ordonne des coups de semonce à ses chasseurs F-104 sur les hélicoptères d'assaut Chinook qui font demi-tour mais un ultimatum est reçu de la part du président Sanchez. Buck essaye d'obtenir une intervention américaine pour contrer Lady X et le cartel de la drogue. Les F-18 et F-104 managuéens du général Ortega se lancent dans une attaque des MiG-25 de Lady X. Trois d'entre-eux sont abattus alors que le président Clinton soumet un ultimatum au président Sanchez tout en préparant une opération amphibie et aéroportée sur le Managua.
Devant la menace, le cartel rompt ses accords avec Sanchez. Alors que la base aérienne de San Piero est cernée par l'armée de terre Managuéenne, Ortega rejoint la base de San Andreas pour rallier le colonel Ruiz et ses commandos aéroportés pour investir la base de lady X. Buck retrouve Sonny et Tumbler à San Cristobal où ils découvrent que Cindy est prisonnière du cartel.
Au matin, les états-unis déclenchent une invasion sur le Managua pour mettre au pouvoir le général Ortega tandis que l'invasion de la base de la Cordillera Verde préparée par Buck commence. Miguel Tegualpa touché par un hélicoptère Hind s'éjecte et est récupéré par Lady X qui le prend en otage comme le président Sanchez réfugié en voyant la partie perdue. Sonny en F-18 poursuit l'hélicoptère de Lady X où sont présents Sanchez et Miguel. Celui-ci profite de l’inattention pour sauter dans le vide avec Sanchez. Sonny combat le Hind qui s'écrase dans la cordillère. Les MiG sont anéantis contre la perte de 4 F-104 et deux pilotes.
Miguel s'en sort car les arbres et Sanchez, qui est mort, ont amorti sa chute. Une semaine plus tard, Buck a retrouvé la trace de Cindy et mène un commando aéroporté dans un camp entourant des champs de coca. Cindy est retrouvée saine et sauve.

## Contexte historique
Le pays d'Amérique latine choisi, le Managua, est sorti tout droit de l'imagination de Jean-Michel Charlier, d'abord pour une aventure de Tanguy et Laverdure, Les Anges noirs, puis pour le diptyque de Buck Danny, Alerte atomique-L'Escadrille de la mort, et enfin pour le triptyque Alerte nucléaire.
 Depuis la censure qui avait accablé vers 1955 les albums relatant les exploits de ses héros pendant la Guerre de Corée, le scénariste s'interdisait en effet de désigner nommément des pays étrangers authentiques en les plaçant dans une situation accusatoire. Ce qui serait le cas de certains États méritant le qualificatif de « républiques bananières », dont on sait, sans forcément en avoir la preuve, que les dirigeants s'enrichissent en couvrant des trafics illicites.
En 1988, à la suite de l'incursion de troupes sandinistes au Honduras (ce dernier étant accusé de soutenir la rébellion Contras), les États-Unis déclenchent l'opération Golden Pheasant (en français : « faisan doré ») et font déployer des troupes dans le sud de ce pays, notamment à la base aérienne de Soto Cano et près de la frontière nicaraguayenne. Cette période de l'histoire nicaraguayenne peu être comparée à l'invasion américaine décrite dans l'album.

## Personnages
- Buck Danny : héros de la série
- Jerry Tumbler
- Sonny Tuckson
- Halbert 'Hal' Walker (accompagné de son chien O'Connor) : amiral commandant le groupe de combat aéronaval articulé autour du porte-avions USS Dwight D. Eisenhower (CVN-69).
- Miguel Tegualpa : Managuéen, commandant aviateur ; stagiaire en formation (transformation de F-104 à F-18).
- Cindy 'Flare' McPherson : lieutenant de vaisseau (US Navy), pilote d'aéronautique navale (chasse embarquée). Déjà rencontrée dans L'Escadrille fantôme.
- T.G. 'Teegee' Lawson : capitaine de corvette (Us Navy) pilote d'aéronautique navale (anciennement chasse embarquée, désormais transport, logistique embarquée).
- Lady X : antagoniste récurrent de la série
- Von Grodtz : Allemand, civil, gangster international et terroriste ; régulièrement affidé à Lady X depuis le triptyque de l'Alerte nucléaire.
- Général Président Sanchez : Dictateur du Managua. Déjà rencontré par Buck et ses coéquipiers, alors qu'il était général, dans le triptyque Alerte nucléaire.
- Président Bill Clinton : 42e président réel des États-Unis.

## Avions
- McDonnell Douglas F/A-18 Hornet
- Beechcraft 35 Bonanza V-tail
- Lockheed F-104G Starfighter
- Grumman E-2 Hawkeye "AWACS"
- Grumman F-14 Tomcat
- Sikorsky SH-3 SeaKing
- Boeing CH-47 Chinook
- Lockheed T-33 Shooting Star
- Mikoyan-Gourevitch MiG-23 « Flogger »
- Grumman C-2 Greyhound
- Bell UH-1 Iroquois
- Grumman A-6 Intruder
- Bell AH-1 Cobra
- Boeing CH-46 Sea Knight
- Sikorsky CH-53 Sea Stallion
- North American T-39 Sabreliner
- Mil Mi-24 « Hind »

### Documentation
- Jean-Pierre Fuéri, « Buck Danny quitte enfin le plancher des vaches ! », BoDoï, no 19,‎ mai 1999, p. 8.